# Japansk näbblax
Japansk näbblax (Gonorynchus abbreviatus) är en fiskart som beskrevs av Temminck och Schlegel, 1846. Japansk näbblax ingår i släktet Gonorynchus och familjen Gonorynchidae. Inga underarter finns listade i Catalogue of Life.